# Імпортер
Імпортéр (фр. importeur, англ. importer від лат. importo — ввожу) — суб'єкт господарсько-правових відносин, який ввозить товари з-за кордону, декларуючи їх надходження на митну територію країни[джерело?].
Як імпортери можуть виступати:
- індивідуальні підприємці
- підприємства, організації, корпорації (юридичні особи)
- держави

В аналізі світової торгівлі товарами, роботами, послугами використовується поняття країни — нетто-імпортера і нетто-експортера. Для країни нетто-імпортера характерне істотне перевищення обсягу імпорту над обсягом експорту.